# Stanislas Jasinski
Stanislas Jasinski (ur. 1901, zm. 1979) – belgijski architekt. 
Studiował na Wydziale Architektury Académie royale des beaux-arts de Bruxelles. Tworzył w latach 1928-1963, jego projekty realizowano głównie w Brukseli. W 1932 przystąpił do realizacji projektu rozwoju centrum Brukseli, wzorem wersji Jasinskiego był paryski Plac Voisin i projekty Le Corbusier. Zaprojektował trzy duże budynki krzyżujące się i ustawione przy Boulevard Anspach, na południe od budynków brukselskiej giełdy. Jego bratem był architekt wnętrz Stéphane Jasinski (1907-2000).

## Projekty

### Modernizm
- Cohen House, 60 Avenue Franklin Roosevelt (współprojektant z Henrym van der Velde) /1928/;
- Dom przy 263 Boulevard des Invalides w Auderghem /1928/;
- Terminal pasażerski portu lotniczego w Antwerpii /1930/;
- Blok mieszkalny, Avenue des Scarabées 4 /1933/;
- Budynek apartamentowy "Residence Belle Vue," General De Gaulle Avenue 50 w Ixelles /1933/;
- Klinika Paul Heger, 1-3 rue Heger-Bordet w Brukseli /1934-1939/;
- Blok mieszkalny, Avenue Montjoie 127 w Uccle (współprojektant z Jacquesem Obozinskim) /1935/
- Blok mieszkalny, Avenue de l'Oree 23 /1935/;
- Belvedere Residence przy Avenue Louise 453 /1936-1937/;
- Budynek General de Gaulle Avenue 51/Rue Belle-Vue (współprojektant z Jean-Florianem Collinem) /1937-1939/.

### Art déco
- Budynek przy Avenue Franklin Roosevelt 124 /1938/.

### Funkcjonalizm
- Rezydencja Le Forestier przy rue Kindermans 1 /1954/;
- Rezydencja King Street przy rue de la Vallée 57 /1956/;
- Rezydencja Prima Vera przy Avenue de Tervuren 240 /1957/;
- Rezydencja Wielka Clarity przy Avenue Winston Churchill 50 w Ukkel /1963/;